# Lynk & Co 06
Lynk & Co 06 — кроссовер, выпускаемый на платформе Geely Binyue с 7 сентября 2020 года.

## Описание

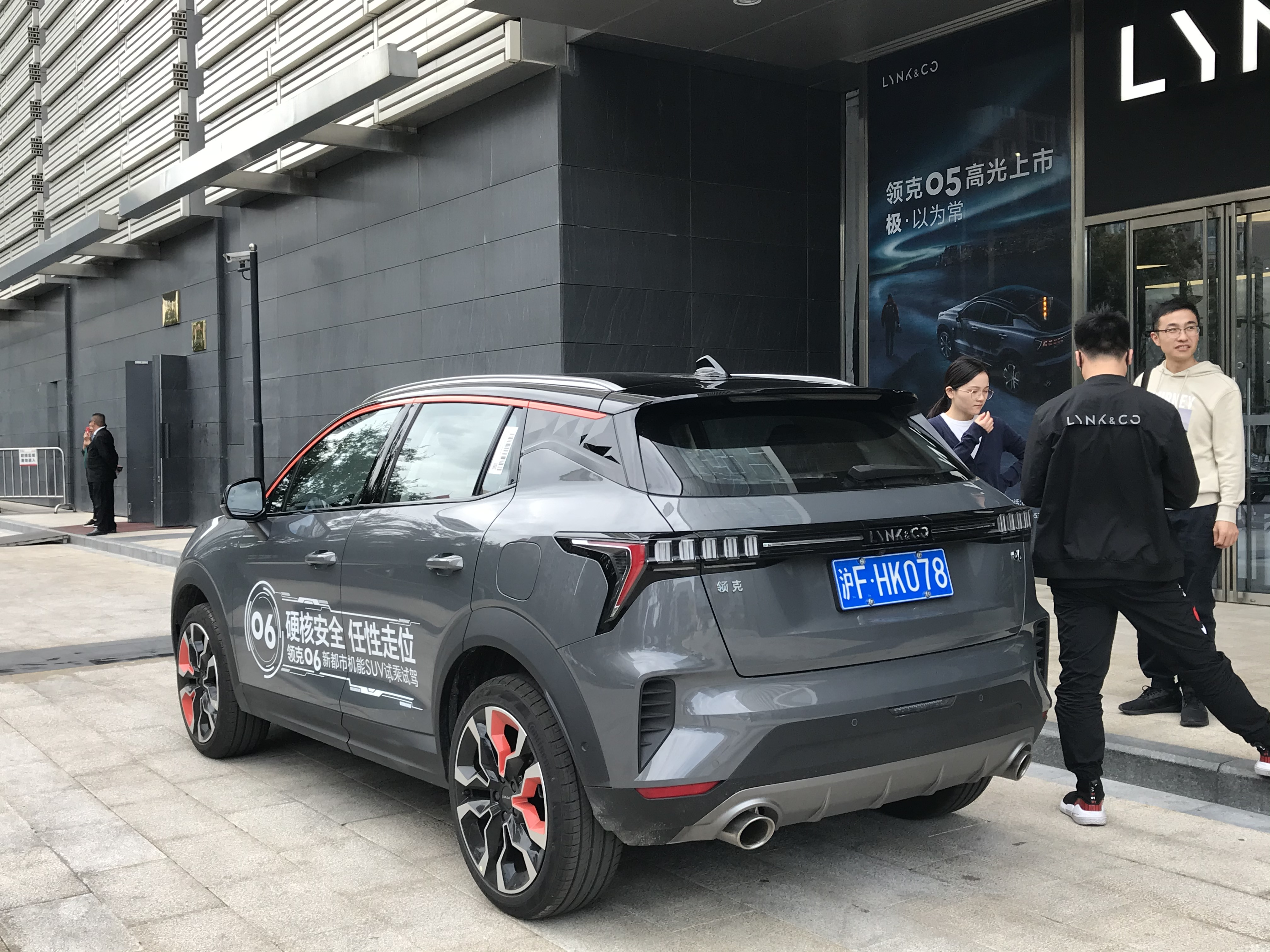
Вид сзади

Автомобиль Lynk & Co 06 внешне напоминает немецкую модель Porsche Cayenne, только относится к B-сегменту. Кроме автомобиля с двигателем внутреннего сгорания, производится также гибридный автомобиль. Двигатель внутреннего сгорания развивает мощность до 175 л. с., тогда как гибридный двигатель развивает мощность до 187 л. с. Также существует электромобиль с двигателем мощностью 80 л. с.